# كيفين متاي
كيفين متاي (بالإنجليزية: Kevin Mtai) (من مواليد 1996) ناشط مناخ كيني، وعالم ميكروبيولوجي. وهو منسق إفريقيا القارية لانتفاضة الأرض. وهو أحد مؤسسي شبكة النشطاء البيئيين في كينيا (KEAN). وهو مطور إقليمي لـ One Up Action
دعا إلى الحفاظ على حديقة نيروبي الوطنية. احتج على بناء فندق.
في عام 2020، بصفته ناشطًا من MAPA (الشعوب والمناطق) نظم المزيد من إضرابات FridayForFuture المناخية. حضر Mock COP26.
يعيش في صوي في كينيا.